# U–48-as tengeralattjáró-osztály
Az U–48-as osztály az első világháború idején a Császári és Királyi Haditengerészet által tervbe vett négytagú tengeralattjáró-osztály volt. A tervek a német AG Weser vállalattól 1916 januárjában vett terveken alapultak. A haditengerészet 1916 szeptemberében a Cantiere Navale Triestinót bízta meg az építés elkezdésével Pólában. A tervezett négyből csak két hajó gerincét fektették le, de egyikük sem került vízre bocsátásra vagy befejezésre. A két félkész tengeralattjárót a háború után szétbontották.

## Tervezés
Amikor kitört az első világháború, a Osztrák–Magyar Monarchia tengeralattjáró-flottája nagyrészt elavult volt, és a háború első két évében a Császári és Királyi Haditengerészet az Adriai-tenger helyi védelmére épített tengeralattjáró-flottát erősítette meg. Ezen szükségletek építés alatt álló vagy Németországtól vásárolt hajókkal való kielégítése után az Adrián kívüli, szélesebb Földközi-tengeri műveletekre alkalmas tengeralattjárók építésére fókuszált.
1916 januárjában a Cantiere Navale Triestino (CNT) megvásárolta a brémai AG Weser cég 800 tonnás (880 amerikai tonna) tengeralattjáró-tervét. A Császári és Királyi Haditengerészet módosításai egy 818 t (902 amerikai tonna) felszíni és 1184 t (1305 amerikai tonna) alámerülési vízkiszorítású tengeralattjáró tervét eredményezték. A hajók 240 láb 4 hüvelyk (73,25 m) hosszúak lettek volna, 21 láb 11 hüvelyk (6,68 m) szélességgel és 10 láb 10 hüvelyk (3,30 m) merüléssel. A meghajtás tekintetében a tervben szereplő két hajócsavart egy 2400 lóerős (1800 kW) iker dízelmotor hajtotta, 16,25 csomó (30,1 km/óra) maximális felszíni sebességgel, míg alámerült állapotban egy 1200 lóerős (890 kW) iker villanymotor 8,5 csomó (15,7 km/óra) maximális utazósebességgel. Az U–48-es osztályú hajók 32 fős legénységre voltak tervezve.
Az U–48 terve hat 45 cm (17,7 hüvelyk) kaliberű torpedóvető csövet tartalmazott – négyet az orrban, kettőt a farban – és kilenc torpedót. Az eredeti terv két 90 mm/35-ös (3,5 hüvelyk) fedélzeti ágyúval számolt, melyeket a harmadik és negyedik hajó terveiben két 120 mm/35-ös (4,7 hüvelyk) fedélzeti ágyúra cseréltek.

## Építés
1916 szeptemberében a Cantiere Navale Triestino (CNT) engedélyt kapott a hajóosztály két hajójának, az U–48-nek és az U–49-nek az építésére, azzal a megkötéssel, hogy a hajókat Budapesten építik, míg végső összeszerelésük a Pólai Hadikikötőben történik majd. Az 1916-ban építés alatt álló hat tengeralattjáró egyharmadát jelentő első két hajót a háború vége előtt követte az U–58 és U–59 megrendelése.
Bár a Weser a CNT részére kész terveket biztosított, az osztrák–magyar tervmódosítások késleltették az építés megkezdését. A további változtatások az építés megkezdése után lelassították azt. Azt tetézve az építését jelentősen lassította a képzett hajógyári munkások és az építőanyag hiánya. Ennek következtében az első két hajó egyikét sem bocsátották vízre, el sem készültek, és a második hajópár megrendelését is visszavonták, mielőtt a hajógerinceket lefektették volna. Az U–48 70%-ban volt kész a háború vége előtt, míg az U–49 csak 55%-ban. 1920-ban mindkét hajót helyben szétbontották.

## Fordítás
Ez a szócikk részben vagy egészben  az   U-48-class submarine című angol Wikipédia-szócikk ezen változatának fordításán alapul.  Az eredeti cikk szerkesztőit annak laptörténete sorolja fel. Ez a jelzés csupán a megfogalmazás eredetét és a szerzői jogokat jelzi, nem szolgál a cikkben szereplő információk forrásmegjelöléseként.